# Социокультурная эволюция
Социокульту́рная эволю́ция по Кла́ссену — «процесс структурной реорганизации во времени, в результате которой возникает социальная форма или структура, качественно отличающаяся от предшествующей формы» (Классен 2000: 7). Частным случаем социальной эволюции является социальное развитие. Основы общей теории социальной эволюции были заложены Гербертом Спенсером ещё до разработки Чарлзом Дарвином общей теории биологической эволюции.
Большинство подходов XIX и некоторые — XX века исследуют эволюцию человечества в целом, утверждая, что различные общества находятся на различных этапах общественного развития. Наиболее последовательная попытка разработать общую теорию социальной эволюции, центрированную на развитии социально-культурных систем, проводилась Толкоттом Парсонсом в масштабе, включавшем теорию мировой истории. Большинство из последующих подходов XX века сосредоточены на процессе изменений отдельных обществ и отвергают идею направленного изменения, или социальный прогресс. Большинство археологов и антропологов работают в рамках современных теорий социокультурной эволюции. Последние включают неоэволюционизм, социобиологию, теорию модернизации и теорию постиндустриального общества.

## Введение
Каждое общество существует в определённой сложной среде (например, с определёнными природными ресурсами и ограничениями) и должно приспосабливаться к этой среде. Хотя бы поэтому оно должно меняться. По-разному оценивается направление этих изменений.
Ранние теории социокультурной эволюции — теория Огюста Конта, Герберта Спенсера и Льюиса Генри Моргана — были созданы примерно одновременно с работой Чарльза Дарвина (но независимо от неё) и были популярны от конца 19 века до конца Первой мировой войны. Эти теории однолинейной эволюции утверждали, что общества начинают свой путь в первобытном состоянии и постепенно приходят к уровню западной цивилизации. Некоторые из подобных теорий привели к таким резко критикуемым взглядам, как теории социального дарвинизма и научного расизма.
Большинство теорий XX века, в отличие от теорий XIX века, фокусируются не на глобальной эволюции человечества, а на эволюции отдельных обществ. Они отвергают, обычно, однолинейные (телеологические, прогрессивные) изменения. Большинство археологов работают в контексте теории мультилинейной эволюции.

## Органическое общество
За несколько веков до того, как западная цивилизация разработала социологическую науку, исламский учёный XIV века Ибн Халдун пришёл к выводу, что общества — это живые организмы, которые, в связи с универсальными причинами, переживают циклически рождение, рост, зрелость, упадок, и неизбежную смерть. До XVIII века европейцы преимущественно считали, что общество на Земле находится в состоянии упадка. За образец брались Древняя Греция и Древний Рим, которым европейцы эпохи Возрождения стремились подражать.

## Теории стадиального развития цивилизаций
В эпоху Просвещения, однако, европейская уверенность в себе росла и понятие прогресса становилось всё более популярным. Мыслители того времени часто полагали, что общество прогрессировало через этапы («стадиальная» история). Эти идеи всё больше развивались. Теоретики искали, что определяет ход человеческой истории. Гегель, например, утверждал, что социальное развитие было неизбежным процессом.
Шотландское Просвещение сыграло ключевую роль в развитии теории социокультурной эволюции. В связи с союзом Шотландии с Англией в 1707 году, несколько шотландских мыслителей размышляли о прогрессе, вызванном ростом торговли с Англией. Они считали, что Шотландия переходит от сельскохозяйственного к товарному обществу. Такие авторы, как Адам Фергюсон, Джон Миллар и Адам Смит утверждали, что все общества проходят через серию из четырёх этапов: охота и собирательство, скотоводство и кочевой образ жизни, сельского хозяйства, и, наконец, этап торговли.
Философские концепции прогресса, как у Гегеля, развивались и во Франции, где Клод Адриан Гельвеций и другие философы были под влиянием этой шотландской традиции. Позже Анри Сен-Симон развил эти идеи. Огюст Конт особенно ясно представил концепцию социального прогресса, и новую дисциплину социологию, призванную изучать её.
Эти события происходили в контексте колониализма. Эффективной администрации требуется некоторая степень понимания других культур. Новые теории социокультурной эволюции позволили европейцам организовать свои новые знания таким образом, чтобы они отражали и оправдывали их растущее политическое и экономическое господство: более развитые колонизировали менее развитых. Когда Томас Гоббс описал коренные народы не имеющими «ни искусства, ни письменности, ни общества», а их жизнь как «одинокую, бедную, ужасную, жестокую и короткую», он определил стереотип «дикаря», действовавший в течение многих лет.
Другим процессом, на фоне которого развивались рассматриваемые идеи, была промышленная революция и рост капитализма, способствовавшие стремительному росту средств производства. Теории социокультурной эволюции трактовали эти изменения как улучшения. Индустриализация, в сочетании с интенсивными политическими изменениями, вызванными Французской революцией и конституцией США, проложившим путь к доминированию демократии, вынуждали европейских мыслителей пересмотреть некоторые свои предположения о том, как организовано общество.
В конце концов, в 19 веке были созданы три основные классические теории социальных и исторических изменений: социокультурного эволюционизма, социальных циклов и марксистская теория исторического материализма. Эти теории имели общий фактор: все они исходили из того, что история человечества проходит определённый фиксированный путь, наиболее вероятно — путь прогресса. Таким образом, каждое событие прошлого не только хронологически, но причинно связано с настоящими и будущими событиями, а следовательно, воссоздавая последовательность этих событий, социологи могли бы выявить законы истории.

### Социокультурный эволюционизм и идея прогресса
Социокультурный эволюционизм пытался формализовать социальное мышление в естественнонаучном духе, с дополнительным влиянием биологической теории эволюции. Если организмы могут развиваться в соответствии с определёнными детерминированными законами, то представляется разумным, что и общества тоже это могут. Идея прогресса привела к тому, что выделялось несколько фиксированных «стадий», через которые проходят человеческие общества. Как правило, их называлось три — дикости, варварства и цивилизации, но иногда и много больше.
Классический социальный эволюционизм наиболее тесно связан с трудами отца социологии Огюста Конта и Герберта Спенсера (автора выражения «выживание наиболее приспособленных»). Спенсер разработал и опубликовал свои теории на несколько лет раньше Дарвина. Он писал, что прогресс общества достигается за счёт конкуренции, что эволюция происходит путём естественного отбора. Тем не менее, издание трудов Дарвина оказалась благом для сторонников социокультурной эволюции. Идеи биологической эволюции предложили весьма правдоподобное объяснение многим вопросам развития общества.
Герберт Спенсер, выступавший против государственного вмешательства, полагая, что общество должно эволюционировать в сторону увеличения индивидуальной свободы, различал две фазы развития общества: военную и промышленную. Раннее, более примитивное военное общество имеет целью завоевания и оборону, оно централизовано, экономически самодостаточно, имеет коллективистский характер, ставит благо группы выше блага человека, использует принуждение, силу и репрессии, награды за верность, послушание и дисциплину. Цели индустриального общества — производство и торговля. Оно децентрализованно, связано с другими обществами экономическими отношениями, достигает своих целей на основе добровольного сотрудничества и добровольного самоограничения, рассматривает благо человека как высшую ценность, ценит инициативу, самостоятельность и инновации. Процесс перехода от военного к индустриальному обществу является результатом устойчивых эволюционных процессов в обществе.
Льюис Морган, антрополог, чьи идеи оказали большое влияние на социологию, в его классическом труде «Древние общества» (1877) различал три эпохи: Дикость, варварство и цивилизацию, определяемые техническими изобретениями, как огонь, лук, керамика в дикую эпоху, одомашнивание животных, сельское хозяйство, металлообработка в эпоху варварства и алфавит и письменность в эпоху цивилизации. Теории Моргана широко применялись Фридрихом Энгельсом, в его известной работе «Происхождение семьи, частной собственности и государства». Для Энгельса и других марксистов эта теория была важна, так как она поддерживала концепцию, что материалистические факторы — экономические и технические — являются решающими в формировании судеб человечества.
Лестер Франк Уорд, которого иногда называют «отцом» американской социологии, был также ботаником и палеонтологом. Он считал, что законы эволюции действуют в человеческом обществе по-другому, чем в растительном и животном мире. Люди, движимые эмоциями, могут создавать для себя цели и стремиться к их реализации. Растения и животные приспосабливаются к природе, человек формирует её. Уорд декларировал четыре этапа эволюционных процессов. Во-первых, существует космогенез, создание и эволюция мира. Потом, когда жизнь возникает, действует биогенез. Развитие человечества приводит к антропогенезу, который находится под влиянием человеческого разума. Наконец, существует социогенез, являющийся наукой о формировании самого эволюционного процесса для оптимизации прогресса, человеческого счастья и личностной самореализации. Уорд не поддерживал радикальных изменений общества, предлагавшихся сторонниками евгеники и последователями Карла Маркса. Как Конт, Уорд считал, что социология является самой сложной наукой и правильный социогенез невозможен без значительных исследований и экспериментов.
Эмиль Дюркгейм, ещё один из «отцов» социологии, разработал дихотомическое видение социального прогресса. Его ключевая концепция — социальная солидарность — и он определил социальную эволюцию как движение от «механической солидарности» к «органической солидарности». В механической солидарности люди самодостаточны, интеграция слаба и поэтому существует необходимость применения силы и репрессий, чтобы консолидировать общество. В органической солидарности, люди гораздо более интегрированы и взаимозависимы, специализация и кооперация весьма выражены. Прогресс от механической к органической солидарности основан, во-первых, на увеличении плотности населения, во-вторых на повышении «плотности морали» (развитии более сложных социальных взаимодействий) и, в-третьих, на усилении специализации рабочих мест. По Дюркгейму, важнейшим фактором общественного прогресса является разделение труда.

## «Пессимистические» теории
В начале 20 века культурные антропологи, например Франц Боас, вместе со своими учениками, в том числе Рут Бенедикт и Маргарет Мид, рассматриваются как лидеры отказа антропологии от классического социального эволюционизма.
Разрушительные мировые войны, которые произошли между 1914 и 1945 искалечили Европу и убавили её уверенность в себе. После гибели миллионов людей, геноцида и уничтожения промышленной инфраструктуры Европы, идея прогресса казалась в лучшем случае сомнительной.
Большинство видов классического социального эволюционизма было отвергнуто в силу различных теоретических проблем:
1. Теория была глубоко этноцентрична — она допускала серьёзные оценочные суждения о различных обществах, беря западную цивилизацию за эталон процветания;
2. Она предполагала, что все культуры идут по одному и тому же пути и имеют одни и те же цели;
3. Цивилизация приравнивалась к материальной культуре (технология, города и т. д.).

Позиционирование социальной эволюции в ранг научной теории часто приводило к использованию её для поддержки несправедливых, расистских социальных практик — колониализма, рабства и неравных экономических условий, существующих в промышленно развитой Европе. Социальный дарвинизм особенно подвержен критике, так как он привёл к некоторым философским направлениям, использованным нацистами.
Выделяются две «пессимистические» школы. Типичными представителями первой были такие мыслители, как О.Шпенглер, В.Парето, П.Сорокин, А.Тойнби. Созданные ими конструкции были по сути циклическими моделями истории. В развитии цивилизаций выделялись фазы рождения, развития, зрелости и упадка, причём западная цивилизация помещалась обычно где-то между третьей и четвёртой фазой. Другая группа ученых-пессимистов акцентировала внимание на феномене «массового общества», возникновение которого связывалось с индустриализацией и демократизацией.

## Современные теории
Современные антропологические и социологические подходы осторожны, стремятся избежать этноцентрических спекуляций, сравнений, или оценочных суждений в отношении отдельных обществ, живущих в их собственном историческом контексте.
В 1940-е года такие культурные антропологи, как Лесли Уайт и Джулиан Стюард, стремились возродить эволюционную модель на более научной основе, и создали подход, известный как неоэволюционизм. Уайт отклонил оппозицию между «примитивными» и «современными» обществами, но утверждал, что общества можно дифференцировать в зависимости от количества обузданной ими энергии, и что увеличение такой энергии способствует социальной дифференциации («закон Уайта»). Стюард, с другой стороны, отклонил понятие прогресса, а вместо этого обратил внимание на дарвиновское понятие «адаптация», утверждая, что все общества должны тем или иным способом адаптироваться к окружающей среде.
Сегодня большинство антропологов отвергают понятия прогресса и однолинейной эволюции. Следуя Стюарду, они исследуют отношения между культурой и окружающей средой, чтобы объяснить различные аспекты культуры. Причём под окружающей средой в последнее время принято понимать всю социальную среду, включая политические и экономические отношения между культурами.

### Неоэволюционизм
Неоэволюционизм возник в 1930-е годы, широко развился в период после Второй мировой войны и был включён в антропологию и социологию в 1960-е годы. Он основывается на эмпирических данных из археологии, палеонтологии и историографии и пытается устранить любые ссылки на системы ценностей, моральных или культурных, и оставаться объективным и просто описательным.
Лесли Уайт, автор книги «Эволюция культуры: развитие цивилизации до падения Рима» (1959), попытался создать теорию, объясняющую всю историю человечества. Наиболее важный фактор в этой теории — технология. «Социальные системы определяются технологическими системами» писал он, следуя более ранней теории Льюиса Генри Моргана. Он различает пять этапов развития человека. В первом, люди используют энергию своих мышц. Во втором, они используют энергию одомашненных животных.. В третьем, они используют энергию растений (так Уайт ссылается на сельскохозяйственную революцию). В четвёртом, они учатся использовать энергию природных ресурсов: угля, нефти, газа. В пятом, они применяют ядерную энергию Эта теория похожа на более позднюю теорию русского астронома Николая Кардашёва известную как шкала Кардашёва.
Джулиан Стюард, автор книги «Теория культурных изменений: методология многолинейной эволюции» (1955, перепечатано 1979), создал теорию «полилинейной» эволюции, которая посвящена исследованию вопроса, каким образом общество приспосабливается к окружающей среде. Он утверждал, что различные адаптации могут быть изучены на основе изучения конкретных ресурсов, эксплуатируемых обществом, технологий, используемых им, чтобы использовать эти ресурсы, и организации человеческого труда. Он также утверждал, что когда изменяются базовые ресурсы или технологии общества, изменяется и его культура. Иными словами, культуры не меняются в зависимости от какой-то внутренней логики, а скорее с точки зрения изменения отношения с меняющимися условиями. Культуры, следовательно, не будут проходить через одни и те же этапы и в одном и том же порядке. Он назвал свою теорию «многолинейной эволюцией». Он поставил под сомнение возможность создания социальной теории, охватывающей всю эволюцию человечества. Он считал, что можно создать «типовые» теории для конкретных эпох или регионов. В числе факторов, определяющих развитие данной культуры, он указал технологию и экономику, но отметил, что есть вторичные факторы, как политические системы, идеологии и религии. Все эти факторы подталкивают эволюцию данного общества в нескольких направлениях одновременно.
Толкотт Парсонс — американский социолог, весьма влиятельный в XX веке. Главные произведения — «Структура социальной деятельности» (1937), «Система современных обществ» (1971). Он синтезировал работы Вебера, которого переводил, Дюркгейма и Фрейда. Парсонс продолжил разработку теории социального действия Вебера. Систему социального действия, включающую социальную (интеграция поведения), культурную (ценности), личностную (потребности), политическую (постановка и достижение целей) подсистемы, он и считал предметом социологии. Эта система претерпевает эволюцию, являющуюся частью эволюции живых систем. Поэтому вслед за Спенсером он утверждал, что существует параллель между возникновением человека как биологического вида и появлением обществ современного вида. Парсонс выделяет четыре механизма эволюции социальных систем и обществ: механизм дифференциации, исследованный Спенсером, когда системы социального действия разделяются на более специализированные по своим элементам и функциям (например, производственная и воспитательная функции семьи были переданы предприятиям и школам); механизм возрастания адаптивности к внешней среде в результате дифференциации систем социального действия (например, фермерское хозяйство выпускает более разнообразную продукцию, с меньшими затратами труда и в больших количествах); механизм интеграции, обеспечивающий включение в общество новых систем социального действия (например, включение в постсоветское общество частной собственности, политических партий и т. п.); механизм ценностной генерализации, состоящий в формировании новых идеалов, ценностей, норм поведения и превращение их в массовое явление (например, зачатки культуры конкуренции в постсоветской России).

### Социобиология
Эдвард Уилсон в своей книге «Социобиология: Новый синтез» (1975)  предложил новую адаптацию биологической эволюционной теории в области социальных наук. Социобиологи считают, что человеческое поведение, также как и поведение животных может быть в какой-то части объяснено как результат естественного отбора. Уилсон исследовал эволюционную механику таких феноменов социального поведения, как альтруизм, агрессия и заботливость. При этом он вызвал один из величайших научных споров XX века.
Спорным в социобиологии считается утверждение, что гены объясняют специфически человеческое поведение, хотя социобиологи и описывают эту роль, как очень сложное и зачастую непредсказуемое взаимодействие между природой и воспитанием. Наиболее остро критикуют это положение биологи Ричард Левонтин и Стивен Джей Гулд.
С развитием эволюционной психологии, в последние 25 лет появилось ещё одно направление — дуальная теория наследования (Dual inheritance theory, DIT), которая применяет математические стандарты популяционной генетики для моделирования адаптивных и селективных принципов культуры. Эта школа была создана Робертом Бойдом в Калифорнийском университете Лос-Анджелеса и Питером Ричерсоном (Peter Richerson) в Калифорнийском университете Дэвиса. Она была развита Уильямом Уимсатом (William Wimsatt). Бойд и Ричерсон в книге Культура и эволюционный процесс (1985),  дали очень математизированное описание культурных изменений, опубликованное затем в более доступной форме в книге Не генами одними (2004).  По Бойду и Ричерсону, культурная эволюция существует на отдельном, но коэволюционном треке с генетической эволюцией. Обе эти линии связаны между собой, но культурная эволюция более динамична, сильнее и быстрее и влияет на человеческое общество, чем генетическая эволюция.
Индивидуальные наследственные преимущества не всегда могут объяснить возникновение моделей социального поведения. Эволюция осуществляется также посредством группового отбора. Объяснение механизмов, ответственных за групповой отбор, осуществляется на основе методологии теории игр. Групповой отбор может объяснить возникновение в результате естественного отбора альтруистических моделей поведения. В социобиологии социальное поведение первоначально принимается как социобиологическая гипотеза на основе поиска определённой эволюционно стабильной стратегии соответствующей наблюдаемому поведению.

### Теория модернизации
Теории модернизации были разработаны и популярны в 1950-х и 1960-х годах и тесно связаны с теорией зависимости и теорией развития. Они сочетают предыдущие теории социокультурной эволюции с практическим опытом и эмпирическими исследованиями, особенно касающимися эпохи деколонизации. Теория гласит, что:
- Западные страны являются наиболее развитыми. Остальные страны мира (в основном — бывшие колонии) находятся на ранней стадии развития, и в конечном итоге, должны достичь уровня западного мира[14].
- Развитие идёт от традиционных обществ к развитым[14].
- Страны третьего мира отстают с их социальным прогрессом и должны быть направлены на путь развития[14].

С. Хантингтон пишет о поразительном сходстве между теориями модернизации и оптимистическими эволюционистскими построениями второй половины XIX в., например Г.Спенсера и даже К.Маркса. «В обоих случаях человеческое сообщество развивается главным образом под воздействием экономических факторов, проходя через идентифицируемую последовательность все более прогрессивных фаз». Теория модернизации подверглась некоторой критике и за свой этноцентризм — превозношение западного мира и его культуры.
Среди учёных, которые внесли большой вклад в развитие этой теории, выделяется Уолт Ростоу, который в своей книге Стадии экономического роста: некоммунистический манифест (1960)  сосредоточен на экономической стороне, стараясь показать факторы, необходимые для модернизации страны. Дэвид Аптер концентрируется на политической системе и истории демократии, исследуя связи между демократией, надлежащим государственным управлением и эффективностью модернизации. Дэвид МакКлелланд (David McClelland, The Achieving Society, 1967) подошёл к этой теме с психологической точки зрения, с её теорией мотивации, утверждая, что модернизация не может произойти, пока общество не ценит новаторство, успех и свободное предпринимательство. Алекс Инкелес (Alex Inkeles, Becoming Modern, 1974), также создаёт модель современной личности, которая должна быть самостоятельной, активной, заинтересованной в государственной политике и вопросах культуры, открытой для новых впечатлений, рациональной и умеющей создавать долгосрочные планы. Некоторые произведения Юргена Хабермаса также связаны с этой темой.

### Информационный подход
Если в первые 100 лет своего существования социальный эволюционизм черпал идеи, в основном, из биологии, то с появлением информатики и, особенно, естественной информатики, он стал интенсивно взаимодействовать и с этими научными направлениями. Здесь, однако, обмен идеями носит значительно более двусторонний характер. Корни этого подхода лежат в работах двух основных создателей неоэволюционизма: Лесли Уайта и Джулиана Стюарда.
В своих работах «Власть и Престиж» (1966) и «Человеческие общества: введение в макросоциологию» (1974), Джерард Ленски развивает идеи Лесли Уайта и Льюиса Моргана. Он рассматривает технический прогресс как самый основной фактор в развитии общества и культуры. В отличие от Уайта, который рассматривал технологии с точки зрения их применимости для создания и использования энергии, Ленский фокусируется на информации — её количестве и использовании. Чем больше информации и знаний (особенно, позволяющих формирование природной среды) имеет данное общество, тем более оно продвинуто. Он различает четыре этапа развития человечества, связанных с достижениями в области коммуникации. На первом этапе, информация передаётся через гены. На втором, люди могут обучаться и передать информацию практическим опытом. На третьем, люди начинают использовать знаки и развивать логику. На четвёртом, они могут создавать символы, развивать язык и письменность. Достижения в области технологий коммуникации непосредственно воздействуют на экономическую систему, политическую систему, распределение товаров, социальное неравенство и другие сферы общественной жизни.
Джулиан Стюард, отказавшийся от идеи прогресса в пользу дарвиновского понятия «адаптации», вдохновил многих учёных. Следуя его теории, они исследуют отношения между культурой и окружающей средой, чтобы объяснить различные аспекты культуры. В системе понятий информатики никакая адаптация системы А к системе Б невозможна, если А не имеет достаточно адекватной модели Б. Таким образом, «культура» может рассматриваться именно в качестве такой модели. С. Е. Блэк имеет в виду нечто подобное, утверждая, что современные общества характеризуются ростом новых знаний, что подразумевает их расширяющуюся способность понимать секреты природы и применять новое знание в прикладных целях. Ряд исследований посвящены выяснению вопроса, что является носителем модели реального мира, используемой обществом для адаптации к нему? Так, в носителями определённых частных моделей реального мира декларируются элиты: профессиональные, политические, религиозные. Выживание и развитие общества обеспечиваются эволюционным процессом порождения и гибели элит. Роль арбитра, распределяющего сферы управления между элитами, играет базис (то есть большинство, в частном случае — народ). Базис не в состоянии разобраться в сути идей и моделей, представляемых элитами, и не ставит перед собой такой задачи. Однако, именно в силу своей невовлечённости сохраняет способность к ясной эмоциональной оценке, позволяющей ему адекватно оценивать сами элиты. Например, легко отличать харизматические элиты от загнивающих, которые пытаются лишь сохранить свои привилегии, понимая, что их идея или модель не подтвердилась.
Взаимоотношения базиса и элит регулируются принципом избыточности потенциального командования, выдвинутым для биологических систем Уорреном Мак Каллоком. Он означает отсутствие твёрдо и навсегда утверждённого «босса». Управление получает тот из элементов, который обладает наилучшей информацией в данный момент. Правящей в обществе становится обычно элита, наиболее адекватно отображающая самую критическую в данное время сторону его жизни. Пока основным содержанием жизни была война, военные и рабовладельческие элиты несли максимально полезную информацию о том, как её нужно вести, и потому они доминировали в общественной жизни. Важную роль играли также религиозные элиты, так как религия обеспечивает единство, а единство — главное оружие на войне. Феодальные элиты ориентировались уже не только на войну, но и на получение максимальной отдачи от сельского хозяйства. Поэтому им пришлось отказаться от неэффективного в нём рабовладения. Индустриальная революция привела к власти новую элиту — буржуазию. Наконец, поскольку капитализм в развитых странах успешно решил материальные проблемы (по крайней мере — для работающих), на первый план начинают выходить новые приоритеты и новые элиты, что отражает теория постиндустриального общества.

### Теория постиндустриального общества
Учёные использовали теорию эволюции, чтобы проанализировать различные тенденции и предсказать будущее развитие общества. Так появилось понятие Постиндустриа́льного о́бщества — общества, в экономике которого преобладает инновационный сектор с высокопроизводительной промышленностью, индустрией знаний, с высокой долей в ВВП высококачественных и инновационных услуг. И с конкуренцией во всех видах экономической и иной деятельности. Широкое признание концепция постиндустриального общества получила в результате работ профессора Гарвардского университета Дэниела Белла, в частности, после выхода в 1973 году его книги «Грядущее постиндустриальное общество»
В основе концепции постиндустриального общества лежит разделение всего общественного развития на три этапа:
- Аграрный (доиндустриальный) — определяющей являлась сельскохозяйственная сфера, главные структуры — церковь, армия
- Индустриальный — определяющей являлась промышленность, главные структуры — корпорации, фирмы
- Постиндустриальный — определяющим являются теоретические знания, главная структура — университет, как место их производства и накопления

Белл утверждал, что, подобно тому, как в результате промышленной революции появилось конвейерное производство, повысившее производительность труда и подготовившее общество массового потребления, так и теперь должно возникнуть поточное производство информации, обеспечивающее соответствующее социальное развитие по всем направлениям. К основным признакам постиндустриального общества относятся:
- Господство сектора услуг (управление, банковское дело, торговля, транспорт, здравоохранение, образование, наука, СМИ, культура) по сравнению с отраслями обрабатывающей промышленности и, тем более, с традиционными сельским хозяйством и горнодобывающей отраслью утратившими своё доминирующее положение после XIX века (промышленная революция)[23].
- Растущее значение информационных технологий[23].
- Повышение роли долгосрочного планирования, моделирования будущих тенденций[23].
- Господство технократии и прагматизма по сравнению с традиционными этикой и идеологией[23].
- Все большее значение и использование технологий и интеллекта[23].
- Изменения в традиционной иерархии социальных классов: элита высокообразованных специалистов и учёных превосходит традиционную буржуазную элиту[23].

С 1970-х многие другие социологи и антропологи, например: Элвин Тоффлер ( Шок будущего, 1970) и Джон Нейсбит (Megatrends 2000: The New Directions for the 1990s, 1982) пошли по стопам Белла и создали подобные теории. Джон Нейсбит ввёл понятие мегатрендов: мощных, глобальных тенденций, которые меняют общество в мировом масштабе. Среди мегатрендов он упоминает процесс глобализации. Другим важным мегатрендом было увеличение производительности компьютеров и развитие Всемирной паутины. Маршаллом Маклюэном было введено понятие глобальной деревни (The Gutenberg Galaxy, 1962), и этот термин был вскоре адаптирован исследователями глобализации и интернета. Нейсбит и многие другие сторонники теории постиндустриального общества утверждают, что эти мегатренды приводят к децентрализации, ослаблению центральных правительств, все большему значению местных инициатив и прямой демократии, изменению в иерархии традиционных социальных классов, развитие новых общественных движений и к усилению позиций потребителя в связи с ростом возможностей выбора (Тоффлер даже использовал термин «сверхвыбор»).
Главным интенсивным фактором развития постиндустриального общества является человеческий капитал — профессионалы, высокообразованные люди, наука и знания во всех видах экономической инновационной деятельности. По мнению известного экономиста П. Друкера, «„работники знания“ не станут большинством в „обществе знания“, но … они уже стали его лидирующим классом». Для обозначения этого нового интеллектуального класса Э. Тоффлер вводит термин «когнитариат», впервые в книге «Метаморфозы власти» (1990).
Постиндустриальная теория, во многом, была подтверждена практикой. Как и было предсказано её создателями, общество массового потребления породило сервисную экономику, а в её рамках наиболее быстрыми темпами стал развиваться информационный сектор хозяйства.

## Современный дискурс социокультурной эволюции
Период холодной войны был отмечен соперничеством двух сверхдержав, каждая из которых считала себя наиболее высокоразвитой культурой на планете. СССР рисовал себя в качестве социалистического общества, порождённого классовой борьбой и обречённого достичь состояния коммунизма, в то время как социологи в США (например, Т. Парсонс) утверждали, что свобода и процветание США являются доказательствами высокого уровня социокультурной эволюции её культуры и общества. В то же время, деколонизация создала новые независимые страны, которые стремились стать более развитыми — модель прогресса и индустриализации, являющаяся формой социокультурной эволюции.
Существует, однако, европейская традиция от Жан-Жака Руссо и Макса Вебера, утверждающая, что эта прогрессия сопровождается потерей человеческой свободы и достоинства. В разгар холодной войны эта традиция объединилась с интересом к экологии и оказала сильное влияние на активистскую культуру 1960-х годов. Тогда появились различные политические и философские программы, подчёркивающие важность приведения общества в гармонию с окружающей средой.
Одной из таких теорий является новый трайбализм, пропагандирующий способы жизни коренных народов, дополненные современными науками. Прогресс может обеспечиваться конкуренцией между племенами, но не внутри них, и ограничен экологическими границами или рамками «естественного капитализма». Существуют и другие концепции, считающие оптимизацию экологии и социальной гармонии маленьких групп более желательной или необходимой, чем прогрессирование к «цивилизации». Журнал Harper`s сообщает, что проведённый в 2002 году опрос представителей коренных народов Америки показал, что все опрошенные предпочли бы быть типичными обитателями Нового Света 1491 года, до прибытия Колумба, а не типичными европейцами того времени.
Критики этого подхода указывают на ряд исторических примеров, когда коренные народы приносили серьёзный ущерб окружающей среде (например, обезлесение острова Пасхи и исчезновение мамонтов в Северной Америке). Они считают, что его сторонники оказались в ловушке европейского стереотипа благородного дикаря.

## Векторы социальной эволюции
Первый вектор социальной эволюции — это направление в постоянном росте численности человека разумного. Человечество одно из самых успешных биологических видов на Земле, его численность в пять раз превышает численность любого другого вида[уточнить]. Абсолютный рост численности населения это одно из важнейших проявлений социальной эволюции.
Второй вектор социальной эволюции — это разделения людей на различные численные группы и формы организации. Началом для социальной эволюции были немногочисленные группы такие как семьи, общины.
Третий вектор социальной эволюции — человечество как практически единственный вид, который заселил все пригодные континенты для жизни. Кроме человека разумного это удалось сделать ещё трём биологическим видам, которые относятся к виду пернатых, но они привязаны лишь к определённым местам. Один из важных факторов расселения — то, что в пищевой цепочке человек занимает высшее положения над остальными биологическими видами. Другим стимулом к расселению стало появление социальных границ, которым сопутствует внутривидовая агрессия.
Четвёртый вектор социальной эволюции — это последовательный рост знаний. Показателем роста знания являются:
- увеличение словаря;
- рост количества людей, которые заняты переработкой информации, а не физическим трудом;
- рост длительности обучения молодёжи;
- рост энергообеспечения и энергопотребления (один из важнейших проявлений роста знания)[26].